# Chung cư Nguyễn Thiện Thuật
Chung cư Nguyễn Thiện Thuật là quần thể công trình lịch sử do Mỹ xây dựng tại Quận 3, Thành phố Hồ Chí Minh. Tòa nhà này tọa lạc trên đường Nguyễn Thiện Thuật vốn nổi tiếng với các cửa hàng nhạc cụ.
Công trình được xây dựng vào năm 1968 sau cuộc tấn công Tết Mậu Thân, tòa nhà này ban đầu là nơi ở của binh lính quân đội Mỹ trong chiến tranh Việt Nam. Các căn hộ tiếp giáp với khu chợ ẩm thực lớn nhất nơi đây là chợ Bàn Cờ trên đường Nguyễn Đình Chiểu. Khu vực này được coi là thiên đường của ẩm thực đường phố và là điểm đến phổ biến cho các tour du lịch ẩm thực. Năm 2021, chính quyền Thành phố Hồ Chí Minh từng đề xuất phá dỡ tòa chung cư này mà họ mô tả là đã "xuống cấp trầm trọng".